# Otto Merx
Otto Merx (* 26. Mai 1862 in Bleicherode; † 12. September 1916 in Tournhout in Belgien) war ein Historiker und Staatsarchivar.

## Herkunft
Otto Merx war eines von sieben Kindern des evangelischen Theologen und Orientalisten Adalbert Merx (1838–1909) und seiner Frau Sophie Curtius (1841–1915).

## Leben
Merx besuchte von 1862 bis 1874 das Gymnasium in Nordhausen. Er studierte Geschichte und Geographie an den Universitäten Halle, Berlin und Göttingen. 1888 promovierte er in Göttingen mit einer Arbeit über „Thomas Münzer und Heinrich Pfeiffer 1523–1925“. Seine Archivlaufbahn begann Merx im Februar 1892 am Staatsarchiv Hannover (Archivaspirant, Mai 1894 Archivassistent). Nach sechs Jahren wechselte er im Januar 1898 kurz an das Geheime Staatsarchiv Berlin, um schon im Juni 1898 an das Staatsarchiv Magdeburg (Archivar) versetzt zu werden. Von April 1900 bis September 1903 war er am Staatsarchiv Osnabrück beschäftigt. Im Oktober 1903 ging Merx an das Staatsarchiv Marburg. Letzter Station war im Oktober 1906 das Staatsarchiv Münster, wo er bis zu seinem Tod 1916 als Archivrat arbeitete. Merx war seit dem 13. Mai 1910 Mitglied der Historischen Kommission für Westfalen.

## Schriften (Auswahl)
- Thomas Münzer und Heinrich Pfeiffer 1523–1925. Ein Beitrag zur Geschichte des Bauernkrieges in Thüringen. (= Dissertation Göttingen 1888). Göttingen 1889.
- Merx, Otto. Publikationen in der bibliografischen Datenbank der Regesta Imperii.